# Allomarkgrafia
Allomarkgrafia är ett släkte av oleanderväxter. Allomarkgrafia ingår i familjen oleanderväxter.
Kladogram enligt Catalogue of Life:
| Allomarkgrafia | \| \| Allomarkgrafia brenesiana \| \| \| \| \| \| Allomarkgrafia campanulata \| \| \| \| \| \| Allomarkgrafia ecuatoriana \| \| \| \| \| \| Allomarkgrafia foreroi \| \| \| \| \| \| Allomarkgrafia insignis \| \| \| \| \| \| Allomarkgrafia laxiflora \| \| \| \| \| \| Allomarkgrafia ovalis \| \| \| \| \| \| Allomarkgrafia plumeriiflora \| \| \| \| \| \| Allomarkgrafia tubiflora \| \| \| \| |
|                | \| \| Allomarkgrafia brenesiana \| \| \| \| \| \| Allomarkgrafia campanulata \| \| \| \| \| \| Allomarkgrafia ecuatoriana \| \| \| \| \| \| Allomarkgrafia foreroi \| \| \| \| \| \| Allomarkgrafia insignis \| \| \| \| \| \| Allomarkgrafia laxiflora \| \| \| \| \| \| Allomarkgrafia ovalis \| \| \| \| \| \| Allomarkgrafia plumeriiflora \| \| \| \| \| \| Allomarkgrafia tubiflora \| \| \| \| |
|                | Allomarkgrafia brenesiana |
|                | |
|                | Allomarkgrafia campanulata |
|                | |
|                | Allomarkgrafia ecuatoriana |
|                | |
|                | Allomarkgrafia foreroi |
|                | |
|                | Allomarkgrafia insignis |
|                | |
|                | Allomarkgrafia laxiflora |
|                | |
|                | Allomarkgrafia ovalis |
|                | |
|                | Allomarkgrafia plumeriiflora |
|                | |
|                | Allomarkgrafia tubiflora |
|                | |